# Thérèse Desqueyroux
Thérèse Desqueyroux este un roman din 1927 de François Mauriac. A apărut prima dată la Éditions Grasset. 

## Prezentare
Romanul are loc în departamentul Landes, o zonă slab populată din sud-vestul Franței acoperită în principal cu păduri de pin. Povestea începe cu respingerea unei cauzei judecătorești. Thérèse  a fost acuzată că a încercat să-și otrăvească soțul, pe Bernard, oferindu-i prea multă soluție dintr-un medicament care conține arsenic. În ciuda unor probe puternice împotriva ei, inclusiv a unor prescripții false, cazul a fost respins. Familia încearcă să prevină un scandal, însuși Bernard mărturisește în apărarea ei. La întoarcerea de la tribunal, Thérèse își ia în considerare viața sa de până acum, încercând să înțeleagă ce a determinat-o să-și otrăvească soțul.

## Continuare
Diverse aspecte ale vieții eroinei sale, la 10 și 15 ani după faptele romanului original, sunt descrise în romanele: Thérèse la doctor (1933), Thérèse la Hotel (1933).
Ultima parte a vieții eroinei Thérèse Desqueyroux apare în romanul Sfârșitul nopții (La fin de la nuit) din 1935.

## Ecranizări
- 1962 Thérèse Desqueyroux de Georges Franju cu Emmanuelle Riva și Philippe Noiret
- 2012 Thérèse Desqueyroux de Claude Miller cu Audrey Tautou